# Eleição para o Senado federal por Kentucky em 2010
A eleição para o senado do estado americano do Kentucky em 2010 foi realizada em 2 de novembro de 2010 em conjunto com outras eleições.
O atual senador Jim Bunning havia desistido de concorrer a reeleição em 2009, por motivos declarados a falta de verbas para a campanha, já disse que precisaria levantar 10 milhões de dólares.
O membro do Tea Party Rand Paul ganhou a nomeação republicana com 58% dos votos, Jack Conway foi escolhido candidato do partido democrata com 44% dos votos.

## Nomeação Democrata
A primária democrata foi realizada 18 de maio de 2010, sendo vencida pelo procurador geral Jack Conway, que venceu o vice-governador Daniel Mongiardo.

## Nomeação Republicana
A primária republicana também foi realizada em 18 de maio de 2010, os principais candidatos eram o secretário de estado Trey Grayson e o oftamologista Rand Paul, Paul venceu a primária com 58% dos votos.

## Eleição Geral
Após as realizações das primárias, a primeira pesquisa foi realizada em 19 de maio de 2010, na qual Paul tinha 59% contra 34% de Conway. 
Rand Paul foi eleito senador em 2 de novembro de 2010 e tomou posse em 3 de janeiro de 2011